# Дискография Дженнифер Лопес
Американская актриса и певица Дженнифер Лопес выпустила восемь студийных альбомов, два сборника песен, один мини-альбом, три бокс-сета, 70 синглов (13 из которых — в качестве приглашённого исполнителя, десять — промосинглы и 5 — благотворительные синглы). Заключив контракт с компанией Work Group, в мае 1999 года Лопес выпустила дебютный сингл «If You Had My Love», который занял первое место в чартах шести стран. Затем последовал выпуск дебютного альбома On the 6 (1999), который попал в топ-5 таких стран, как Германия, Канада, Швейцария. Помимо «If You Had My Love», синглами также были выпущены песни «Waiting for Tonight», «No Me Ames», «Feelin' So Good» и «Let's Get Loud».
Второй студийный альбом Лопес J.Lo вышел в январе 2001 года на лейбле Epic Records. Он достиг первой строчки в американском чарте Billboard 200, и за это был сертифицирован как четырёхкратно-платиновый в США. С альбома было выпущено четыре сингла: «Love Don’t Cost a Thing», «Play», «Ain’t No Funny» и «I’m Real». В следующем году в свет вышел первый ремиксовый альбом Лопес J to tha L-O!: The Remixes. Синглами с пластинки были выпущены композиции «Ain’t It Funny (Murder Remix)» «I’m Gonna Be Alright (Track Masters Remix)». J to tha L-O!: The Remixes стал первый ремиксовым альбомом в истории, который дебютировал на первой строчки в Billboard 200, а также стал одним из самых продаваемых ремиксовых альбомов всех времён. Третий студийный альбом Лопес This Is Me... Then (2002) занял второе место в Billboard 200 и получил двукратно-платиновый статус в США. Песни «Jenny from the Block», «All I Have», «I’m Glad» и «Baby I Love U!» были выпущены синглами с диска.
Четвёртый альбом Лопес Rebirth (2005) имел средний успех в чартах США, где было продано более одного миллиона экземпляров пластинки, и в итоге ей был присвоен платиновый статус. В начале 2007 года Лопес выступила свой первый испаноязычный альбом Como Ama una Mujer, который занял десятое место в чарте Billboard 200 и первое — в Top Latin Album Chart. Альбом стал успешным в ряде стран, в том числе в Германии и Швейцарии, где он попал в топ-5. Спустя полгода, Лопес выпустила шестой студийный альбом Brave, который стал первым альбомом исполнительницы, не попавшим в топ-10 чарта Billboard 200. Синглы с пластинки «Do It Well» и «Hold It Don’t Drop It», так же как и альбом, имели умеренный успех в чартах.
Перейдя на лейбл Island Records, в мае 2011 года Лопес выпустила восьмой студийный альбом Love?. Синглами были выпущены три песни: «On the Floor», «I'm Into You» и «Papi». «On the Floor» стал самым успешным синглом за всю её карьеру, возглавив более восемнадцати национальных чартов. В Европе было продано более 1.4 миллионов экземпляров сингла, и он стал самым продаваемым синглом 2011 года. В июле 2012 года Лопес выпустила первый сборник лучших под названием Dance Again… the Hits. Девятый альбом Лопес A.K.A. вышел в 2014 году. Два сингла с этих альбомов, «Dance Again» и «Booty», попали в топ-20 чартов США. По состоянию на 2012 год, продажи альбомов Лопес составляют около 55 миллионов экземпляров по всему миру.
| Сокращения названий стран (по стандарту ГОСТ 7.67) | Сокращения названий стран (по стандарту ГОСТ 7.67)                                                              |                                         |
| --- | --- | --------------------------------------- |
| \| - АВС — Австралия - КАН — Канада - ШВА — Швейцария - ИСП — Испания - ГЕР — Германия \| - ВЕН — Венгрия - ФРА — Франция - ВЕЛ — Великобритания - НОЗ — Новая Зеландия - США — Соединённые штаты Америки \| - ШВЕ — Швеция - ЕВР — Европейский Союз \| | |                                         |
| - АВС — Австралия - КАН — Канада - ШВА — Швейцария - ИСП — Испания - ГЕР — Германия | - ВЕН — Венгрия - ФРА — Франция - ВЕЛ — Великобритания - НОЗ — Новая Зеландия - США — Соединённые штаты Америки | - ШВЕ — Швеция - ЕВР — Европейский Союз |

## Альбомы

### Студийные альбомы
| Год                                                                                    | Детали | Максимальная позиция | Максимальная позиция | Максимальная позиция | Максимальная позиция | Максимальная позиция | Максимальная позиция | Максимальная позиция | Максимальная позиция | Максимальная позиция | Максимальная позиция | Продажи                                     | Сертификации |
| Год                                                                                    | Детали | США                  | АВС                  | КАН                  | ФРА                  | ГЕР                  | НОЗ                  | ИСП                  | ШВЕ                  | ШВА                  | UK                   | Продажи                                     | Сертификации |
| -------------------------------------------------------------------------------------- | --- | -------------------- | -------------------- | -------------------- | -------------------- | -------------------- | -------------------- | -------------------- | -------------------- | -------------------- | -------------------- | ------------------------------------------- | --- |
| On the 6                                                                               | - Выпущен: 1 июня 1999 - Лейбл: Work - Форматы: аудиокассета, CD, цифровая дистрибуция                        | 8                    | 11                   | 5                    | 15                   | 3                    | 18                   | 12                   | 20                   | 3                    | 14                   | США: 2 800 000 - По всему миру: 8 000 000   | Список США: 3× Платиновый - АВС: Платиновый - ВЕЛ: Платиновый - ГЕР: Золотой - ЕВР: Платиновый - ШВА: Золотой - КАН: 5× Платиновый - НОВ: Золотой - ФРА: 2× Золотой                  |
| J.Lo                                                                                   | - Выпущен: 23 января 2001 - Лейбл: Epic - Форматы: аудиокассета, CD, цифровая дистрибуция                     | 1                    | 2                    | 1                    | 6                    | 1                    | 3                    | 1                    | 7                    | 1                    | 2                    | - США: 3 800 000 - По всему миру: 8 000 000 | Список - США: 4× Платиновый - АВС: 2× Платиновый - ВЕЛ: Платиновый - ГЕР: Платиновый - ШВЕ: Золотой - ШВА: 2× Платиновый - КАН: 2× Платиновый - НОВ: 2× Платиновый - ФРА: 2× Золотой |
| This Is Me... Then                                                                     | - Выпущен: 19 ноября 2002 - Лейбл: Epic - Форматы: аудиокассета, CD, цифровая дистрибуция, LP                 | 2                    | 14                   | 5                    | 4                    | 4                    | 19                   | 12                   | 7                    | 3                    | 13                   | - США: 2 600 000                            | Список - США: 2× Платиновый - АВС: Платиновый - ВЕЛ: 2× Платиновый - ГЕР: Золотой - ШВЕ: Золотой - ШВА: Платиновый - КАН: 2× Платиновый - НОВ: Золотой - ФРА: 2× Золотой             |
| Rebirth                                                                                | - Выпущен: 1 марта 2005 - Лейбл: Epic - Форматы: аудиокассета, CD, CD/DVD, цифровая дистрибуция, DualDisc, LP | 2                    | 10                   | 2                    | 7                    | 3                    | 22                   | 2                    | 14                   | 1                    | 8                    | - США: 745 000                              | Список - США: Платиновый - АВС: Золотой - ВЕЛ: Золотой - ШВА: Золотой - КАН: Платиновый - ФРА: Золотой                                                                               |
| Como Ama una Mujer                                                                     | - Выпущен: 27 марта 2007 - Лейбл: Epic - Форматы: аудиокассета, CD, CD/DVD, цифровая дистрибуция              | 10                   | —                    | —                    | 11                   | 4                    | —                    | 2                    | 49                   | 1                    | —                    | - США: 213 000                              | Список - ШВА: Платиновый - ИСП: Платиновый |
| Brave                                                                                  | - Выпущен: 9 октября 2007 - Лейбл: Epic - Форматы: CD, CD/DVD, цифровая дистрибуция                           | 12                   | 46                   | 13                   | 28                   | 41                   | —                    | 21                   | 59                   | 6                    | 24                   | - США: 168 000 - По всему миру: 650,000     | |
| Love?                                                                                  | - Выпущен: 3 мая 2011 - Лейбл: Island - Форматы: CD, цифровая дистрибуция                                     | 5                    | 9                    | 2                    | 7                    | 4                    | 12                   | 3                    | 14                   | 1                    | 6                    | - США: 346 000                              | Список - ВЕЛ: Золотой - ГЕР: Золотой - ШВА: Золотой - КАН: Платиновый |
| A.K.A.                                                                                 | - Выпущен: 17 июня 2014 - Лейбл: Capitol - Форматы: CD, цифровая дистрибуция                                  | 8                    | 24                   | 12                   | 70                   | 24                   | —                    | 14                   | —                    | 15                   | 41                   | - США: 71 000                               | |
| Знак «—» означает, что альбом не попал в чарт или не был выпущен в той или иной стране | |                      |                      |                      |                      |                      |                      |                      |                      |                      |                      |                                             | |

## Синглы
- 1999 «If You Had My Love», альбом On the 6
- 1999 «No Me Ames», альбом On the 6
- 1999 «Waiting for Tonight», альбом On the 6
- 2000 «Feelin' So Good», альбом On the 6
- 1999 «Let’s Get Loud», альбом On the 6
- 2001 «Love Don’t Cost a Thing», альбом J.LoJ.Lo
- 2001 «Play», альбом J.LoJ.Lo
- 2001 «Ain’t It Funny», альбом J.LoJ.Lo
- 2001 «I’m Real», альбом J.LoJ.Lo
- 2001 «I’m Real (Murder Remix)», альбом J to tha L-O!: The Remixes
- 2001 «Ain’t It Funny (Murder Remix)», альбом J to tha L-O!: The Remixes
- 2002 «I’m Gonna Be Alright (Track Masters Remix)», альбом J to tha L-O!: The Remixes
- 2002 «Alive», альбом J to tha L-O!: The Remixes
- 2002 «Jenny from the Block», альбом This Is Me... Then
- 2003 «All I Have», альбом This Is Me... Then
- 2003 «I’m Glad», альбом This Is Me... Then
- 2004 «Baby I Love U!», альбом This Is Me... Then
- 2005 «Get Right», альбом Rebirth
- 2005 «Hold You Down», альбом Rebirth
- 2007 «Qué Hiciste», альбом Como Ama una Mujer
- 2007 «Me Haces Falta», альбом Como Ama una Mujer
- 2007 «Do It Well», альбом Brave
- 2008 «Hold It, Don't Drop It», альбом Brave
- 2009 «Fresh Out the Oven»
- 2010 «Louboutins»
- 2011 «On the Floor», альбом Love?
- 2011 «I'm Into You», альбом Love?
- 2011 «Papi», альбом Love?
- 2011 «(What Is) Love?», альбом Love?
- 2012 «Dance Again», альбом Dance Again… the Hits
- 2012 «Goin' In», альбом Dance Again… the Hits
- 2013 «Live It Up» вместе с Pitbull
- 2014 «Same girl»
- 2014 «I luh ya papi» вместе с French Montana
- 2014 «First Love»
- 2014 «Booty» вместе с Игги Азалия

## DVD
- 2000 «Feelin' So Good»

10 октября 2000
DVD
- 2003 «Let’s Get Loud»

11 февраля 2003
DVD
- 2003 «The Reel Me»

18 ноября 2003
DVD/CD

## Саундтреки
- 1999 «Baila», фильм «Музыка сердца»
- 2002 «Alive», фильм «С меня хватит»
- 2003 «Baby I Love U!», фильм «Джильи»
- 2007 «Toma De Mi», фильм «Певец»[англ.]